# Amir Reza Nasr Azadani
Amir Reza Nasr Azadani (em persa: امیر نصر آزادانی‎; Isfahan, Irã, 7 de fevereiro de 1996) é um futebolista iraniano que atuou como zagueiro no Tractor Sazi Tabriz Football Club durante a Iran Pro League. Em dezembro de 2022, ele foi sentenciado à pena de morte no Irã devido ao seu posicionamento nos protestos contra a morte da jovem Mahsa Amini. No dia 09 de janeiro de 2023, foi condenado a 26 anos de prisão por se envolver em manifestação a favor dos direitos humanos e liberdade das mulheres.

## Carreira
Nasr Azadani entrou no Rah Ahan Football Club em 2015, depois de uma longa carreira no Sepahan Sport Club, ambos clubes iranianos.

## Sentença de morte
Azadani foi acusado de traição pelo governo do Irã após seu posicionamento favorável aos protestos contra a morte de Mahsa Amini — jovem curda iraniana presa pela Patrulha de Orientação da República Islâmica do Irã por seu hijab não atender aos padrões impostos pelos líderes governamentais. Segundo o laudo da polícia, ela sofreu de insuficiência cardíaca e faleceu dois dias após o coma. Exames periciais apontaram que ela foi espancada na cabeça com um pedaço de madeira e que colidiu várias vezes com um carro da polícia.
As manifestações contrárias à morte de Amini termianram com a morte de três policiais. Azadani, por sua vez, está incluso na lista de nove acusados da morte dos oficiais, que ocorreram em 25 de novembro. Para além disso, o jogador também é acusado de fazer parte de um "grupo armado e organizado" que existe com o intuito de atacar a República Islâmica Iraniana.
A Fédération internationale des Associations de footballeurs professionnels (FIFPro), organização representativa a nível mundial para jogadores profissionais de futebol, mostrou-se "chocada" com a decisão e exigiu a libertação de Azadani e a anulação de sua sentença.

## Ligaões externas
- «Amir Nasr-Azadani». no Instagram